# Mirko Colak
Pour les articles homonymes, voir Colak.
Mirko Colak, né le 10 décembre 1975 à Zrenjanin, est un illustrateur et un dessinateur de bande dessinée et de comics serbe.

## Œuvre

### Albums de bande dessinée
- L'Affaire Oil, scénario de Jacques Mazeau, dessins de Mirko Colak, Glénat, collection Investigations
  1. Engrenages, 2008  (ISBN 978-2-7234-6001-9)
- Atlantide Experiment, Soleil Productions, collection Secrets du Vatican
  1.  Betty Boren - Jayden Paroz, scénario de Thomas Mosdi, dessins de Mirko Colak, 2008  (ISBN 978-2-302-00339-2)
- Histoire(s) d'Albi, scénario de Mirko Colak, dessins de Francis Keller, Christian Verdun, Katou et Boube, Éditions Grand Sud, 2010  (ISBN 978-2-908778-89-2)
- Marie, scénario d'Élie Chouraqui, dessins de Mirko Colak, Soleil Productions, collection Secrets du Vatican
  1. Livre 1, 2009  (ISBN 978-2-302-00726-0)
- Marvel Knights, Panini Comics, collection Marvel Knights
  1.  L'Effet Omega, scénario de Mark Waid, Greg Rucka et Ed Brubaker, dessins de Marco Checchetto, Mirko Colak, Chris Samnee et Butch Guice, 2013
- Marvel Stars, Panini Comics, collection Marvel Comics
  1.  Un Éclair dans la nuit, scénario de Jonathan Hickman et Ed Brubaker, dessins de Mirko Colak, Alessandro Vitti et John Denning, 2011  (ISBN 978-2-8094-2172-9)
- Red Skull, scénario de Greg Pak, dessins de Mirko Colak, Marvel France, collection 100 % Marvel, 2012  (ISBN 978-2-8094-2618-2)
- Templier, Soleil Productions, collection Soleil Ésotérique
  1. Dans les murailles de Tyr, scénario de Jean-Luc Istin, dessins de Mirko Colak et Luciano Alberto Leoni, 2012  (ISBN 978-2-302-01239-4)

### Albums d'illustrations
- Guerrières Celtes, dessins de Christophe Alliel, Sébastien Grenier, Augustin Popescu, Djief, Aleksi Briclot, Erwan Seure-Le Bihan, Dim. D, Olivier Peru, Gwendal Lemercier, Olivier Héban, Pierre-Denis Goux, Fabrice Meddour, Didier Graffet, Sophien Cholet, Jean-Paul Bordier, Naïade et Mirko Colak, Soleil Productions, collection Soleil Celtic, 2009  (EAN 200-0-00-944290-8)